# Florentine Lahme
Florentine Lahme (née le 21 juillet 1974 à Berlin) est une actrice allemande.

## Biographie
Après l'abitur, elle fait quatre semestres de japonologie et d'anglais puis se consacre à la comédie.
Elle se fait connaître grâce à son rôle d'élève infirmière dans la série Geliebte Schwestern en 1997. Elle apparaît ensuite dans d'autres séries. Elle devient une actrice récurrente de la série pour adolescents Sternenfänger en 2002.
Elle fait ses débuts au cinéma en 2007 dans le film d'horreur Metamorphosis à côté de Christophe Lambert puis une figuration dans Keinohrhasen. En 2008, elle est l'héroïne principale du huitième épisode de la série Im Tal der wilden Rosen et de la série d'action GSG9 : Missions Spéciales.
En 2008, elle tient un rôle important dans le téléfilm de production internationale Impact puis dans la série Defying Gravity. Elle continue ensuite dans la figuration.

## Filmographie

### Cinéma
- 2007 : Keinohrhasen : Sissi
- 2007 : Metamorphosis : Sabine
- 2007 : Pourquoi les hommes n'écoutent jamais rien et les femmes ne savent pas lire les cartes routières : Tanja Schneider
- 2009 : Fire! : Eve May
- 2009 : Killing Is My Business, Honey : Alexandra
- 2009 : Männersache : Monique (non crédité)
- 2013 : Der fast perfekte Mann : Nike Guldener
- 2015 : Stung : Gweneth

### Courts-métrages
- 2004 : Sweet Lullabies
- 2014 : Guten Tag

### Télévision

#### Séries télévisées
- 1997 : Geliebte Schwestern (de) : Karen / Karen Stember
- 1999 : Für alle Fälle Stefanie : Kristine Mader
- 1999-2000 : Die Wache : Sissy Lenze / Prostituierte
- 2000 : Der Pfundskerl : Jacqueline
- 2000-2005 : En quête de preuves : Jeanette Korn / Beatrice Sanders
- 2001-2013 : Alerte Cobra : Claudia Lukowitsch / Anja May / Lea Kisch / ...
- 2002 : Rex, chien flic : Erika Strobl
- 2002 : Soko, brigade des stups : Michaela Pauli
- 2002 : Sternenfänger (de) : Valery Crämer
- 2003 : Millennium Mann : Nina
- 2003 : Wilsberg : Silke Buschfeld
- 2003-2010 : Rosamunde Pilcher : Mia Campbell / Charlotte
- 2004 : Familie Dr. Kleist : Sabine Gross
- 2004 : Küstenwache : Maren Duve
- 2004 : SOKO Köln : Juliane Brant
- 2004 : Vice Squad : Anna Weismann
- 2004-2015 : Inga Lindström : Agnetha / Eva Winklund
- 2005 : Das Traumschiff : Tatjana Petersen
- 2005 : Die Abstauber - Herrenjahre sind keine Lehrjahre : Annika "Schruphuhn" Ludwig
- 2005 : Mit Herz und Handschellen : Doris Devereux
- 2006 : In aller Freundschaft : Isabelle Becker
- 2006 : Pastewka : Personal Trainer
- 2006-2012 : Die Rosenheim-Cops : Lea Hubachner / Tina von Stetten
- 2007 : Der Dicke : Sandra Gittner
- 2007 : Les exigences du cœur : Cassandra 'Cassie' Mills
- 2007 : Mission sauvetages : Jasmin
- 2007 : Verrückt nach Clara
- 2007-2008 : GSG 9 - Die Elite Einheit : Petra Helmholtz
- 2008 : Plötzlich Papa – Einspruch abgelehnt! : Astrid
- 2008 : SOKO Kitzbühel : Nadja Gloger
- 2009 : Defying Gravity : Nadia Schilling
- 2009 : Impact : Martina Altmann
- 2010 : Spezialeinsatz : Cora Wegner
- 2012 : Mick Brisgau : Anita Beneke
- 2013 : Der Bergdoktor : Kathrin Löffler
- 2013 : Heiter bis tödlich - Akte Ex : Sabine Claarsen
- 2013 : Un cas pour deux : Tanja Torsow
- 2013-2014 : Crossing Lines : Kathrin Eicholz
- 2016 : Notruf Hafenkante : Magdalena Ammann

#### Téléfilms
- 2001 : Romance au fil de l'eau : Inga
- 2003 : La Dernière Berceuse : Mutter Kevin
- 2003 : Novaks Ultimatum : Charlotte Hildebrandt
- 2004 : Die Rückkehr des Vaters : Clara
- 2004 : Embrasse-moi, Chancelier : Leila
- 2004 : Rencontre magique : Esther
- 2005 : La tête dans les nuages : Angie
- 2005 : Les Chroniques de Polly : Gabrielle
- 2005 : Sommer mit Hausfreund : Undine Frieling
- 2008 : Aventures en Afrique : Marie
- 2008 : L'amour en grand : Florine
- 2008 : Treuepunkte : Michelle
- 2009 : Comme un livre ouvert : Alexandra Weiss
- 2009 : Un homme plein de surprises : Claudia
- 2010 : Une pour toutes, toutes pour une! : Beate Lenz
- 2011 : Geister: All Inclusive : Julia Sander
- 2011 : Les Gardiens du Trésor : Nina Trent
- 2012 : Das Leben ist ein Bauernhof : Carola
- 2013 : Turbo & Tacho : Saskia
- 2014 : Des voisins trop parfaits : Marion
- 2014 : Frühling in Weiß : Sophie
- 2015 : Endlich Frühling : Sophie
- 2015 : Frühling zu zweit : Sophie
- 2015 : Summer in Greece : Leonie Bauer
- 2015 : Une nouvelle jeunesse : Lucia Seiters